# Masacrul de la festivalul de muzică din Re'im
Pe 7 octombrie 2023, teroriștii Hamas au invadat Israelul din Fâșia Gaza și au masacrat 344 de civili si 34 paznici și polițiști, au rănit un număr și mai mare și au luat ostatici, numărul lor nefiind cunoscut, la reuniunea "Supernova Sukkot", un festival în aer liber de muzică trance psihedelică care sărbătorea sărbătoarea evreiască Sucot în apropiere de kibuțul Re'im.
Acesta a fost cel mai mare atac terorist arab din istoria Statului Israel. A făcut parte din ceea ce Hamas a numit "Operațiunea Potopul Al Aksa", care a inclus masacre a sute de alți civili israelieni și de diverse cetătenii în localitătile învecinate Netiv HaAsara, Be'eri, Kfar Aza, Nir Oz, Holit și în aceeași zi a declanșat războiul Israel-Hamas din 2023.
În jurul orei 6:30 dimineața, în zori, au fost observate rachete pe cer. În jurul orei 7 a sunat o sirenă de avertizare a unui atac cu rachete iminent, determinând participanții la festival să fugă. Ulterior, militanți palestineni înarmați, îmbrăcați în uniformă militară și folosind motociclete, camioane și parapante, au înconjurat zona festivalului și au tras în mod indiscriminat asupra persoanelor care încercau să scape. Participanții care au căutat adăpost în locuri din apropiere, cum ar fi adăposturi antiaeriene, tufișuri și livezi, au fost uciși în timp ce se ascundeau. Cei care au ajuns pe șosea și în parcare au rămas blocați într-un ambuteiaj, în timp ce militanții trăgeau în vehicule. Militanții i-au executat la distanță mică pe unii răniți care se ghemuiau la pământ.
Detaliile despre locul în care se află și starea ostaticilor nu au fost cunoscute public.